# Campeonato Asiático de Judo de 2011
El XXII Campeonato Asiático de Judo se celebró en Abu Dabi (Emiratos Árabes Unidos) entre el 5 y el 6 de abril de 2011 bajo la organización de la Unión Asiática de Judo.
En total se disputaron catorce pruebas diferentes, siete masculinas y siete femeninas.

## Resultados

### Masculino
| Evento  | Oro                            | Plata                               | Bronce                                                         |
| ------- | ------------------------------ | ----------------------------------- | -------------------------------------------------------------- |
| –60 kg  | Choi Gwang-Hyeon Corea del Sur | Davaadorjiin Tömörjüleg Mongolia    | Gabit Esimbetov · Uzbekistán · Yerkebulan Kosayev · Kazajistán |
| –66 kg  | Junpei Morishita Japón         | Jashbaataryn Tsagaanbaatar Mongolia | Cho Jun-Ho Corea del Sur Mirzohid Farmonov Uzbekistán          |
| –73 kg  | Wang Ki-Chun Corea del Sur     | Riki Nakaya Japón                   | Kim Chol-Su Corea del Norte Ali Maloumat Irán                  |
| –81 kg  | Kim Jae-Bum Corea del Sur      | Islam Bozbayev · Kazajistán         | Amir Gasemi Nejad Irán Si Rijigawa China                       |
| –90 kg  | Lee Kyu-Won Corea del Sur      | Daiki Nishiyama Japón               | Timur Bolat · Kazajistán · Dilshod Choriyev · Uzbekistán       |
| –100 kg | Ramziddin Sayidov Uzbekistán   | Hwang Hee-Tae Corea del Sur         | Daisuke Kobayashi Japón Naidanguiin Tüvshinbayar Mongolia      |
| +100 kg | Abdullo Tangriyev Uzbekistán   | Kim Sung-Min Corea del Sur          | Ryuta Ishii · Japón · Yerzhan Shynkeyev · Kazajistán           |

### Femenino
| Evento | Oro                             | Plata                         | Bronce                                                           |
| ------ | ------------------------------- | ----------------------------- | ---------------------------------------------------------------- |
| –48 kg | Hiromi Endo Japón               | Xie Shishi China              | Hwang Ryu-Ok Corea del Norte Văn Ngọc Tú Vietnam                 |
| –52 kg | Yuka Nishida Japón              | Mönjbaataryn Bundmaa Mongolia | Jo Song-Hui Corea del Norte Kim Kyung-Ok Corea del Sur           |
| –57 kg | Aiko Sato Japón                 | Kim Jan-Di Corea del Sur      | Lien Chen-Ling China Taipéi Lu Tongjuan China                    |
| –63 kg | Xu Lili China                   | Joung Da-Woon Corea del Sur   | Tsedevsürenguiin Mönjzayaa Mongolia Yoshie Ueno Japón            |
| –70 kg | Hwang Ye-Sul Corea del Sur      | Haruka Tachimoto Japón        | Chen Fei China Tsend-Ayuushiin Naranjargal Mongolia              |
| –78 kg | Pürevjargalyn Ljamdegd Mongolia | Jeong Gyeong-Mi Corea del Sur | Chihiro Takahashi Japón Zhang Meiling China                      |
| +78 kg | Megumi Tachimoto Japón          | Kim Na-Young Corea del Sur    | Dorjgotovyn Tserenjand · Mongolia · Gulzhan Isanova · Kazajistán |

## Medallero
| Núm. | País            | Oro | Plata | Bronce | Total |
| ---- | --------------- | --- | ----- | ------ | ----- |
| 1    | Corea del Sur   | 5   | 6     | 2      | 13    |
| 2    | Japón           | 5   | 3     | 4      | 12    |
| 3    | Uzbekistán      | 2   | 0     | 3      | 5     |
| 4    | Mongolia        | 1   | 3     | 4      | 8     |
| 5    | China           | 1   | 1     | 4      | 6     |
| 6    | Kazajistán      | 0   | 1     | 4      | 5     |
| 7    | Corea del Norte | 0   | 0     | 3      | 3     |
| 8    | Irán            | 0   | 0     | 2      | 2     |
| 9    | China Taipéi    | 0   | 0     | 1      | 1     |
| 9    | Vietnam         | 0   | 0     | 1      | 1     |
|      | TOTAL           | 14  | 14    | 28     | 56    |